# Veliki Narad
Veliki Narad, Narad, Jarad, Njarad, Narod i Njarod, Velika Narda. (mađ. Nagynyárád, nje. Großnaarad) je selo u južnoj Mađarskoj.
Zauzima površinu od 24,34 km četvorna.

## Zemljopisni položaj
Nalazi se na 45°56'36" sjeverne zemljopisne širine i 18°34'41" istočne zemljopisne dužine, jugozapadno od Mohača, 3,8 km sjeverno od Majše i nekoliko km od granice s Hrvatskom.

## Upravna organizacija
Upravno pripada Mohačkoj mikroregiji u Baranjskoj županiji. Poštanski broj je 7784.
U Velikom Naradu djeluje jedinica Hrvatske samouprave u Mađarskoj.

## Promet
Veliki Narad se nalazi na željezničkoj prometnici Pečuh – Mohač. U selu je i željeznička postaja.

## Stanovništvo
U Velikom Naradu živi 865 stanovnika (2002.). Među njima žive i pripadnici hrvatske manjine.

## Poznati
- Nikola Benčić, hrvatski znanstvenik iz Austrije

## Vanjske poveznice
- (mađ.) Nagynyárád Önkormányzatának honlapja
- (mađ.) Nagynyárád a Vendégvárón[neaktivna poveznica]
- Veliki Narad na fallingrain.com